# ヴァル・バーカー・トロフィー
ヴァル・バーカー・トロフィー（Val Barker Trophy）は、オリンピックボクシング競技における最優秀選手に対して授与されるトロフィーである 。
往年の名選手ヴァル・バーカーを称え、1936年ベルリン大会より創設。
なお、2020年東京オリンピックについては国際ボクシング連盟が国際オリンピック委員会より一時除名されているため授与が見送られ、代わりに2021年男子世界選手権に授与することになった。

## 歴代受賞者
| 大会 | 選手                         | 国             | 階級               | メダル |
| ---- | ---------------------------- | -------------- | ------------------ | ------ |
| 1936 | ルイス・ローリー             | アメリカ合衆国 | フライ級           | 銅     |
| 1948 | ジョージ・ハンター           | 南アフリカ     | ライトヘビー級     | 金     |
| 1952 | ノーベル・リー               | アメリカ合衆国 | ライトヘビー級     | 金     |
| 1956 | ディック・マクタガート       | イギリス       | ライト級           | 金     |
| 1960 | ニノ・ベンベヌチ             | イタリア       | ウェルター級       | 金     |
| 1964 | ヴァレリ・ポペンチェンコ     | ソビエト連邦   | ミドル級           | 金     |
| 1968 | フィリップ・ワルインゲ       | ケニア         | フェザー級         | 銅     |
| 1972 | テオフィロ・ステベンソン     | キューバ       | ヘビー級           | 金     |
| 1976 | ハワード・デービス・ジュニア | アメリカ合衆国 | ライト級           | 金     |
| 1980 | パトリツィオ・オリバ         | イタリア       | ライトウェルター級 | 金     |
| 1984 | ポール・ゴンザレス           | アメリカ合衆国 | ライトフライ級     | 金     |
| 1988 | ロイ・ジョーンズ・ジュニア   | アメリカ合衆国 | ライトミドル級     | 銀     |
| 1992 | ロベルト・バラド             | キューバ       | スーパーヘビー級   | 金     |
| 1996 | ワシリー・ジロフ             | カザフスタン   | ライトヘビー級     | 金     |
| 2000 | オレグ・サイトフ             | ロシア         | ウェルター級       | 金     |
| 2004 | バフチヤル・アルタエフ       | カザフスタン   | ウェルター級       | 金     |
| 2008 | ワシル・ロマチェンコ         | ウクライナ     | フェザー級         | 金     |
| 2012 | セリク・サピエフ             | カザフスタン   | ウェルター級       | 金     |
| 2016 | ハサンボーイ・ドゥスマトヴ   | ウズベキスタン | 男子ライトフライ級 | 金     |
| 2016 | クラレッサ・シールズ         | アメリカ合衆国 | 女子ミドル級       | 金     |
| 2021 | アンディ・クルス             | キューバ       | ライトウェルター級 | 金     |